# Ivan Jolić

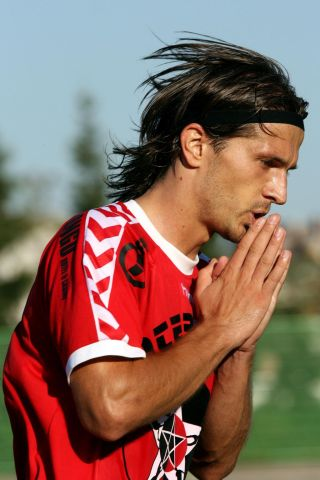
Ivan Jolić spielte von Juli 2006 bis Juni 2007 bei Hapoel Tel Aviv.

Ivan Jolić (* 18. Mai 1980 in Livno) ist ein bosnisch-herzegowinischer Fußballspieler.
Von 2000 bis 2003 spielte er bei Troglav Livno. Danach spielte er bis 2006 bei NK Varteks. Es folgte ein Jahr bei Hapoel Tel Aviv. Zur Saison 2007 spielt er bei Interblock Ljubljana.
Im August 2010 spielte er für die albanische Mannschaft KS Skenderbeu Korce. Während dieser Saison holte er auch den Titel, welcher der erste seit 1933 war.
Seit 2006 spielt er in der bosnisch-herzegowinischen Nationalmannschaft.